# هری، او برای کمک اینجاست
هری، او برای کمک اینجاست (فرانسوی: Harry, un ami qui vous veut du bien‎) یک فیلم فرانسوی در سبک مهیج است که در سال ۲۰۰۰ منتشر شد. از بازیگران آن می‌توان به سرژی لوپس و لیلیان روور اشاره کرد.